# Берггрен, Йенни
Йе́нни Сеси́лия Петре́н (швед. Jenny Cecilia Petrén; род. 19 мая 1972, Гётеборг, Швеция), урождённая Бе́рггрен, профессионально известна как Йе́нни Бе́рггрен и Йе́нни из Ace of Base — шведская певица, бывшая участница группы Ace of Base вместе с братом Юнасом Берггреном, сестрой Линн Берггрен и общим другом Ульфом Экбергом. Является автором многих песен группы и своих сольных песен. С 1995 года также занимается сольной творческой деятельностью. Покинула группу в 2009 году, а в 2010 году вышел её дебютный альбом My Story.

## Биография

### Ранние годы
Йенни родилась в Гётеборге и была третьим и самым младшим ребёнком в семье специалиста по радиологии Йёрана Берггрена и Биргитты Берггрен. Она выросла в христианской семье на окраине города. Все дети брали уроки музыки, а Йенни вместе со старшей сестрой Малин играла на скрипке. Йенни изучала классическую музыку и пела с сестрой в церковном хоре.
В конце 1980-х Берггрены вместе с Йонни Линденом и Никласом Транком создали группу Tech Noir, которая затем превратилась в Ace of Base. Йенни училась в это время в университете, хотела стать учителем, однако после подписания контракта с датской звукозаписывающей компанией Mega Records её планы изменились. Компания выпустила дебютный альбом, который разошёлся в мире тиражом в 30 млн копий.

### Роль в группе
Первоначально роли Линн и Йенни в коллективе были одинаковы, хотя компании звукозаписи отдавали приоритет Линн, которая исполняла большинство композиций. В начале творческой карьеры Линн и Йенни практически не принимали участия в формировании репертуара группы, не занимались продюсерской деятельностью. Позднее Линн стала устраняться от активной позиции в группе, и постепенно Йенни вышла на первые роли.
Йенни написала несколько песен для альбома The Bridge, в том числе «Ravine» (песня, которая была посвящена нападению на неё и её семью 27 апреля), «Wave Wet Sand» и «Experience Pearls». В дальнейшем она продолжила писать синглы для группы, и её песни попали во все успешные альбомы Ace of Base.

### Личная жизнь
Ночью 27 апреля 1994 года Йенни и её мать, находясь в своём доме, подверглись нападению со стороны сумасшедшей девушки, которая преследовала Йенни и выследила её. Мать Йенни получила ножевые ранения рук. Девушка оказалась 21-летней гражданкой Германии Мануэлой Бегрендт, которой был запрещён въезд в Швецию.
Йенни является волонтёром, принимала участие во многих гуманитарных акциях. Проводила христианские концерты, выступала в церковном хоре.
18 сентября 2004 года Йенни вышла замуж за шведского пианиста Якоба Петрена. У пары родилось двое детей — сын и дочь. Йенни с семьёй проживает в Гётеборге.

### Новые планы

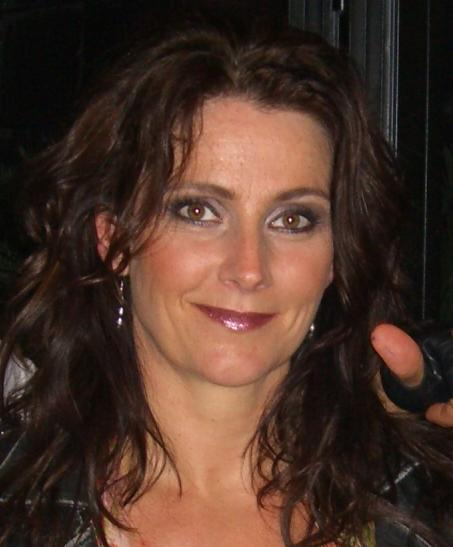
Йенни Берггрен в 2008 году

В 2007—2009 годах Йенни, Юнас и Ульф с концертами посетили многие страны Европы и Азии. Во время тура они записали несколько новых песен и выпустили пятый студийный альбом. Группа, которая теперь стала выглядеть как трио, не смогла найти звукозаписывающую компанию, и Йенни стала самостоятельно работать над материалом для сольного альбома. В 2009 году Йенни зарегистрировала аккаунт в Twitterе, где заявила, что работает над синглами для сольного альбома.
В это же время Ульф и Юнас пригласили в группу двух новых вокалисток, Клару Хагман и Юлию Уильямсон. Когда появилась такая информация, Юнас и Йенни практически одновременно заявили, что новый состав не будет называться Ace of Base, а для проекта будет предложено новое название.
В итоге, альтернативное название стало лишь частично изменённым оригинальным: «Ace.of.Base», в основе же своей оно не изменилось, добавилось графическое оформление на обложках новых релизов. В интервью шведскому телевидению Ульф отметил: «Мы всё ещё называемся Ace of Base. Точки между словами просто являются стилем оформления логотипа».
Конфликт по поводу названия
Йенни в нескольких интервью заявляла, что никогда не покидала коллектив, а также говорила о том, что все четверо исполнителей, которые начинали работу в проекте, до сих пор являются участниками группы и владеют брендом Ace of Base, что подтверждается юридическими документами, подписанными с братом Юнасом.
В дальнейшем это подтвердил Юнас в интервью: «Она (Йенни) никогда официально не заявляла „Я ухожу“. Но для звукозаписывающей компании очевидно, что она уже покинула группу. И они прекратили действие её контракта. Но она никогда не говорила „Ой, я не хочу быть в коллективе“. Когда компания настаивала на новом исполнителе: „Они не говорили, что это должна быть девушка помоложе, но они хотели видеть новую исполнительницу, нового лидера-вокалиста.“»
Что касается названия проекта, Ульф отмечал, что «нет никаких проблем по поводу названия, даже если в проект не включены все ранее представленные исполнители». Йенни прокомментировала это в интервью 18 октября 2010 года, в котором заявила, что Юнас и Ульф не позволили ей участвовать в создании нового альбома: «Я хочу отметить, что есть определённые условия, в которых я могу работать… и сейчас их нет. Они не хотят, чтобы я была в группе». Когда её спросили: «Хотите ли Вы вернуться снова в Ace of Base?», Йенни ответила: «Не прямо сейчас. Сначала некоторые должны извиниться».

### Сольная карьера
В 2008 году Йенни Берггрен выпустила автобиографию на шведском языке «Vinna hela världen». Первое издание было полностью раскуплено в Швеции (по статистике, только 4 % книг в Швеции раскупается полностью), и было объявлено о втором издании книги. Английская версия будет называться «Завоевать мир» (англ. To Win the World) и планировалась к изданию в 2011 году, однако до сих пор не был выпущен даже релиз.
В канун Нового 2010 года Йенни выпустила первую песню в рамках самостоятельной карьеры «Free Me», которую можно было бесплатно скачать с её нового персонального сайта.
В мае 2010 года Йенни выпустила первый самостоятельный сингл «Here I Am», которая была доступна на iTunes. Сингл достиг 14 места в шведских чартах. 15 сентября 2010 она выпустила второй сингл «Gotta Go». Дебютный альбом «My Story» был выпущен 13 октября 2010 года.
3 февраля 2011 года Йенни представляла песню «Let your heart be mine» в отборочном туре финала Дании на Евровидение 2011 и заняла второе место. На национальном финале 26 февраля 2011 года её песня была встречена бурными овациями. После первого раунда голосования Йенни не смогла попасть в финальную четвёрку и не приняла участие в дальнейшем отборе. Несмотря на это, фанаты расценили выступление как несомненный успех, а её песню — как одну из лучших в карьере.

### Дискография

#### Альбомы
| Год  | Название                                                                                           | Позиция в чартах |
| Год  | Название                                                                                           | SWE              |
| ---- | -------------------------------------------------------------------------------------------------- | ---------------- |
| 2010 | My Story - Выпущен: 13 октября 2010 - Лейбл: Ipono Productions, Universal - Формат: CD, скачивание | 48               |

#### Синглы
| Год  | Название                 | Позиция в чартах | Альбом            |
| Год  | Название                 | SWE              | Альбом            |
| ---- | ------------------------ | ---------------- | ----------------- |
| 2010 | «Here I Am»              | 14               | My Story          |
| 2010 | «Gotta Go»               | -                | My Story          |
| 2011 | «Let Your Heart Be Mine» | -                | Неальбомный сингл |
| 2015 | «Come»                   | 47               | Неальбомный сингл |
| 2015 | «Push Play»              | -                | Неальбомный сингл |

## Вокал
Йенни исполняла все синглы группы, кроме следующих:
- «All That She Wants» (Линн Берггрен, Юнас Берггрен и Экберг)
- «Happy Nation» (Линн Берггрен, Юнас Берггрен и Экберг)
- «Dimension of Depth» (инструментал)
- «Dancer in a Daydream» (Линн Берггрен)
- «Whispers in Blindness» (Линн Берггрен)
- «Everytime It Rains» (Линн Берггрен)

## Творчество
Йенни также написала музыку и слова к следующим композициям группы:
- «Hear Me Calling» (с Йонасом и Линн Берггрен, Экбергом)
- «Ravine»
- «Wave Wet Sand»
- «Experience Pearls»
- «He Decides»
- «Love In December» (с Йонасом и Линн Берггрен, Экбергом)
- «Beautiful Morning» (с Йонасом и Линн Берггрен)
- «Change With the Light» (с Йонасом и Линн Берггрен, Ульфом Экбергом)
- «What’s the Name of the Game» (с Йонасом и Линн Берггрен, Ульфом Экбергом, Харри Соммердалем и Йонасом ван дер Бургом)

Сольный альбом:
- «Air of Love»
- «Beat of My Heart»
- «Dying to Stay Alive»
- «Free Me»
- «Give Me the Faith»
- «Going Home»
- «Gotta Go»
- «Here I Am»
- «Natural Superstar»
- «Numb»
- «Spend This Night»